# NGC 2480
NGC 2480 (również PGC 22289 lub UGC 4116) – galaktyka spiralna z poprzeczką (SBcd), znajdująca się w gwiazdozbiorze Bliźniąt. Odkrył ją 1 lutego 1856 roku R.J. Mitchell – asystent Williama Parsonsa. Jej bliską sąsiadką jest galaktyka NGC 2481.